# 泉野村
泉野村（いずみのむら）は長野県諏訪郡にあった村。現在の茅野市大字泉野にあたる。

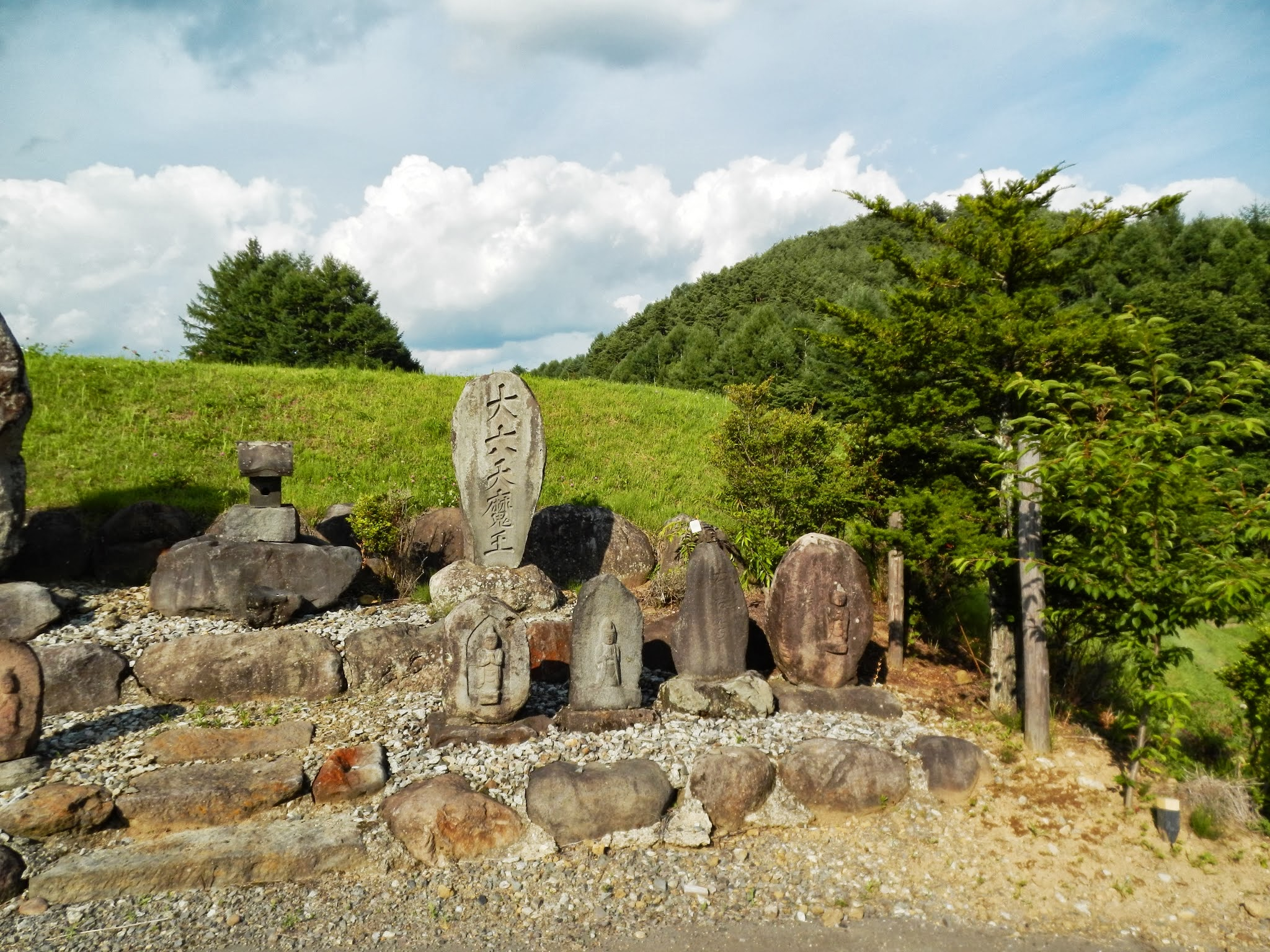
長野県道・山梨県道17号茅野北杜韮崎線(善光寺道、甲州街道)沿い茅野市泉野大日影集落大六天魔王　馬頭観音 十五社

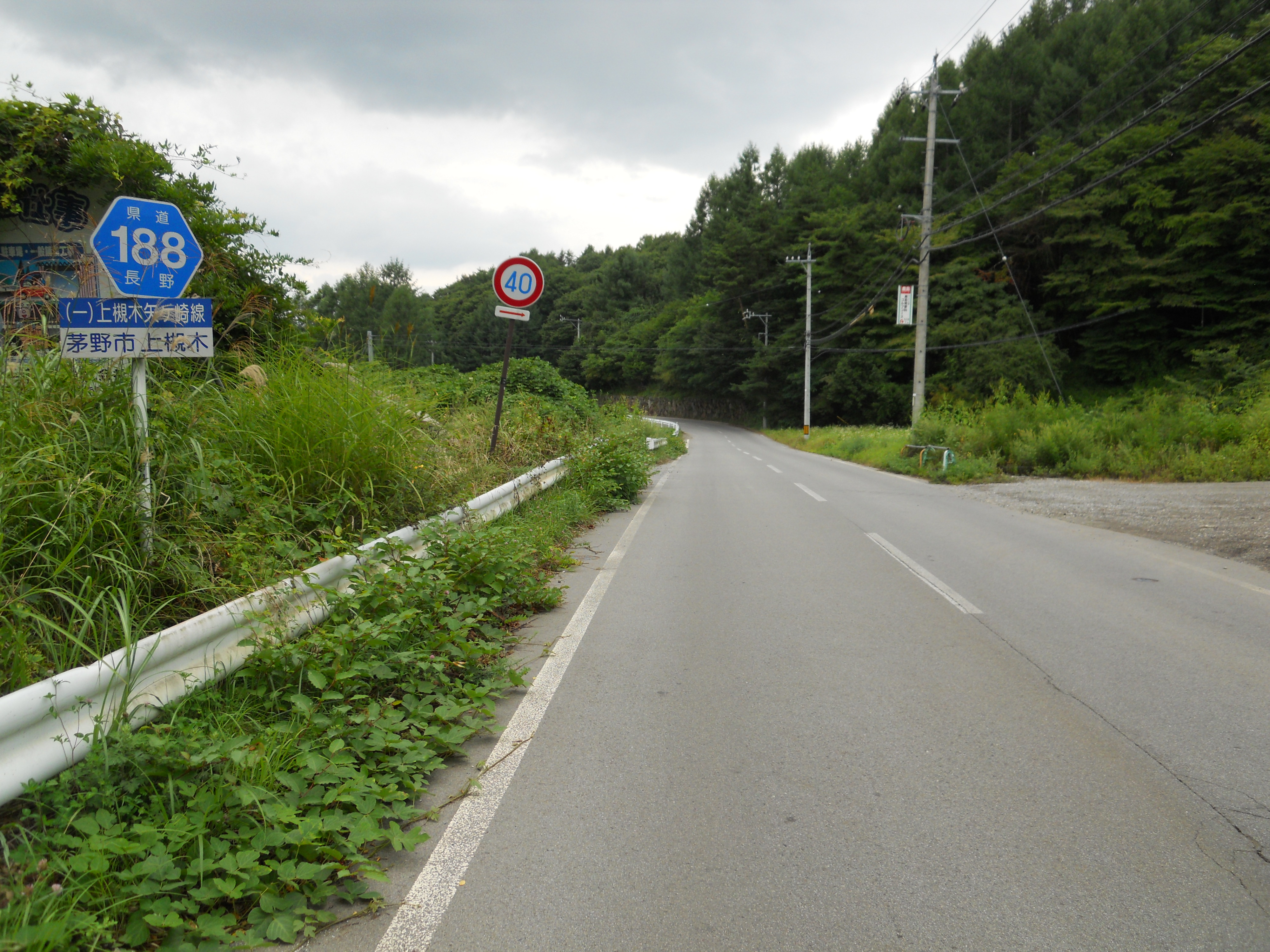
長野県道188号上槻木矢ヶ崎線起点付近

## 歴史
- 1862年（江戸時代文久2年）泉野村制定以前、槻木新田村[2]の大山祇神社に槻木の舞台が建設される(1995年<平成7年>10月2日茅野市指定有形文化財となる[3])。
- 1873年（明治6年）､現在の茅野市立泉野小学校の前身となる郷学校が下槻木に可悦学校（または槻木学校）､1874年（明治7年）に中道に磯辺学校が開校する[注釈 1][4]。
- 1875年（明治8年）3月7日 - 筑摩県第十四大区第五小区に属する中道村・小屋場村・槻木新田村・上場沢新田村・大日影新田村が合併して泉野村となる。
- 1876年（明治9年）8月21日 - 筑摩県廃止にともない、長野県南第十四大区第五小区となる。
- 1879年（明治11年）1月4日 - 郡区町村編制法の施行により長野県諏訪郡となる。
- 1879年（明治11年）6月30日 - 大小区廃止にともない、玉川村との連合戸長役場（玉川村泉野村戸長役場）を玉川村中沢常勝院に置く。
- 1889年（明治22年）4月1日 - 町村制施行に基づき、泉野村役場が発足。
- 1918年（大正7年）5月上諏訪村出身の藤森省吾[5][注釈 2]が泉野小学校長兼、泉野実業補習学校校長として赴任する。1920年（大正9年）3月までと、1928年（昭和3年）再任され[6]、1943年（昭和18年）退職するまで前後17年間、泉野村の教育に尽力した[7]。
- 1955年（昭和30年）2月1日 - ちの町・宮川村・金沢村・玉川村・豊平村・北山村・湖東村・米沢村と合併して茅野町が発足。同日泉野村廃止。